# Etruskologie
Die Etruskologie ist eine integrale wissenschaftliche Disziplin, die sich mit der Erforschung von Geschichte, Sprache, Kultur und materiellen Hinterlassenschaften des Volkes der Etrusker beschäftigt.
Die Etruskologie ist noch eine vergleichsweise junge Wissenschaft. Sie entstand, nachdem die Beschäftigung mit den Etruskern vormals eine Teildisziplin mehrerer anderer Wissenschaften darstellte, die sie jedoch allesamt lediglich als Randphänomen betrachteten. So kann man Wurzeln der Etruskologie in der Klassischen Philologie und Indogermanischen Sprachwissenschaft, wie auch in der Klassischen Archäologie und der Ur- und Frühgeschichte oder der Alten Geschichte, Rechtsgeschichte und Religionsgeschichte finden.

## Probleme
Einer weit verbreiteten Ansicht nach versucht das Fach, das „Rätsel der Etrusker“ zu lösen. Die moderne Etruskologie geht davon aus, dass die Etrusker nicht „rätselhaft“ sind, sondern dass man nur die vorhandenen Quellen interpretieren muss. Zum anderen kämpft man mit den „Mutterdisziplinen“, die die Etruskologie oftmals nicht als gleichwertig ansehen, weil die Methoden der Etruskologie – dem Forschungsinhalt geschuldet – teils andere Forschungsansätze haben.
Ein weiteres Problem – von manchen wird es auch als Vorteil gesehen – ist, dass die Etruskologie wie auch etwa die Ägyptologie und die Altamerikanistik eine integrale Wissenschaft ist. Die Etruskologie vereint noch alle Forschungsbereiche der Wissenschaft unter einem Dach: Philologie, Archäologie, Geschichte, Religions- und Rechtsgeschichte. Jedoch sind in den letzten Jahren Anzeichen zu finden, dass die Spezialisierung in der Etruskologie so weit voranschreitet, dass sich verschiedene Unterdisziplinen wie auch bei der früheren Klassischen Altertumswissenschaft oder der Altorientalistik auseinanderentwickeln.
Lehrstühle für Etruskologie sind bis heute selten. Selbst Dozenten für Etruskologie gibt es nur recht wenige. Wenn Etruskologie gelehrt wird, dann meist in Verbindung mit Italischer Altertumskunde.

## Entwicklung
Die Beschäftigung mit den Etruskern begann schon im Spätmittelalter und in der Renaissance. Vor allem die Funde prächtiger Gräber erzeugten ein wachsendes Interesse an dem alten Volk. Jedoch war bis zum 18. Jahrhundert kaum von einer echten wissenschaftlichen Beschäftigung mit der Thematik zu sprechen. Ein erster Versuch der wissenschaftlichen Untersuchung war das Werk De Etruria regali des Schotten Thomas Dempster (1579–1625), das allerdings erstmals erst 1726 gedruckt wurde. Trotzdem wurde es zu einem besonders einflussreichen Werk. Diese zum Teil noch sehr amateurhafte Auseinandersetzung mit den Etruskern unter italienischen Historikern wird als Etruscheria bezeichnet. Man kann dabei zwei verschiedene Strömungen unterscheiden. Die eine versuchte den Etruskern weite Teile der antiken Kultur samt Kunst und Architektur zuzuschreiben. Sogar die in den Gräbern gefundenen griechischen Vasen wollte man den Etruskern zuschreiben. Die andere Richtung beschäftigte sich mit der Herkunft der Sprache und der Etrusker. Beiden Richtungen gemein war die unkritische oder zumindest einseitige Interpretation der zugrunde liegenden Quellen und auch eine italienisch-nationalistische Vereinnahmung der Etrusker. Trotzdem wurde dadurch das Interesse an den Etruskern und vor allem das Sammeln ihrer Hinterlassenschaften vorangetrieben. In dieser Zeit entstanden wichtige Museen und Privatsammlungen und auch die noch heute bestehende Accademia Etrusca (gegründet 1726) in Cortona.
Die Entwicklung der Klassischen Archäologie durch Johann Joachim Winckelmann brachte auch mehr Professionalität in die Etruskologie und die Studien Luigi Lanzis brachten die etruskische Sprachwissenschaft voran. Er unterteilte auch erstmals die Werke der etruskischen Kunst in unterschiedliche Epochen. Das 19. Jahrhundert brachte eine rasante Vermehrung der archäologischen Artefakte mit sich. Die Etruskerforschung wurde immer wissenschaftlicher und die Interessen weiteten sich aus. So wurde etwa die etruskische Topographie Forschungsgegenstand. Gegen Ende des Jahrhunderts begann eine eher negative Beurteilung der etruskischen Kunst, die man mit der griechischen verglich. In Deutschland versuchte man unter Führung Carl Paulis seit 1890, alle etruskischen epigraphischen Quellen zu sammeln. Dieses Corpus Inscriptionum Etruscarum (1893) wurde bis in die 1940er Jahre fortgeführt, von der Akademie der Wissenschaften der DDR und dem dort ansässigen Zentralinstitut für Alte Geschichte und Archäologie aufgegeben. Im 20. Jahrhundert entwickelte sich die Etruskologie endgültig zu einer eigenständigen Wissenschaft.

## Institutionen/Institute
An der Universität Zürich wird neben den Kerngebieten der Griechischen und Römischen Archäologie der Schwerpunkt etruskische Archäologie gelehrt.